# Nilo Murtinho Braga
Nilo Murtinho Braga (Rio de Janeiro, 3 april 1903 - aldaar, 7 februari 1975) was een Braziliaanse voetballer, bekend onder zijn spelersnaam Nilo. 

## Biografie
Nilo begon bij de jeugd van Flumiennse en stond als 15-jarige al in de eerste ploeg van América de Natal, waarmee hij in zijn eerste seizoen bij de club al het Campeonato Potiguar won. In 1919 ging hij naar Botafogo. In 1921 verliet hij de club voor de kleinere club Brasil na onenigheden met de club. In 1924 haalde Fluminense hem binnen en behaalde met hem het Campeonato Carioca en was topschutter van de competitie. In 1927 maakte hij zijn rentree bij Botafogo en speelde er tot aan het einde van zijn carrière en won er vijf keer de staatstitel mee. In 1931 speelde de club tegen Corinthians, de kampioen van São Paulo om de officieuze landstitel. Nadat Botafogo de heenwedstrijd met 2-0 verloor wonnen ze de terugwedstrijd met 7-1, danzkijk vier goals van Nilo en twee van Carvalho Leite. Datzelfde jaar trokken hij, Carvalho Leite en nog twee spelers samen met Vasco da Gama naar Europa om er twaalf wedstrijden te spelen tegen onder andere FC Barcelona, FC Porto, Benfica Lissabon en Sporting Lissabon. Zijn laatste wedstrijd voor de club speelde hij op 16 mei 1938 tegen Olaria. 
Met het nationale elftal nam hij deel aan de Zuid-Amerikaanse kampioenschappen van 1923 en 1925. In 1930 zat hij ook in de selectie voor het WK 1930 en speelde in de wedstrijd tegen Joegoslavië, die met 1-2 verloren werd. 